# Liber fundationis episcopatus Vratislaviensis
Liber fundationis episcopatus Vratislaviensis (pol. Księga uposażeń biskupstwa wrocławskiego) – katalog rejestrów biskupstwa wrocławskiego sporządzony na początku XIV wieku w łacinie. Jest ona dla wielu wsi śląskich najstarszym zachowanym źródłem historycznym, w którym odnotowano ich istnienie.

## Datowanie
Wśród historyków toczy się spór o datę powstania tego dokumentu. Część badaczy uważa, że powstał w 1305 roku za czasów biskupa Henryka z Wierzbna.

## Struktura
W katalogu można wyróżnić pięć rejestrów:
- Registrum Nissense (obszar biskupiego księstwa nyskiego)
- Registrum Wratislaviense (archidiakonat wrocławski)
- Registrum Vyasdense (archidiakonat opolski)
- Registrum Legnicense (archidiakonat legnicki)
- Registrum Glogoviense (archidiakonat głogowski)

Księga ta pozwala na określenie struktury osadniczej.

## Historia
"Liber fundationis episcopatus Vratislaviensis" zawiera spis lokowanych na prawie niemieckim (iure  theutonico) oraz na prawie polskim (iure polonico) osad podlegających jurysdykcji kościelnej biskupów wrocławskich oraz zobowiązanych uiszczać im dziesięcinę. Jednakowoż nie wszystkie znane z wcześniejszych źródeł wsie zostały w nim wymienione. Jest to urzędowy wykaz dóbr i dochodów więc zawiera dokładne dane dotyczące zasięgu własności biskupstwa wrocławskiego na Śląsku, wykaz miast, wsi i osad będących własnością biskupa bądź diecezji oraz zestawienie dochodów Kościoła z należnej dziesięciny. Spis miał uporządkować finanse biskupstwa, posiadającego na całym Śląsku liczne posiadłości, uzyskane dzięki przywilejom i darowiznom panujących tam piastowskich książąt i wielmożów. 
"Liber fundationis episcopatus Vratislawiensis" wydana została drukiem jako tekst źródłowy przez niemieckiego historyka i badacza dziejów Śląska Wilhelma Schulte w roku 1889.